# The Trilogy Vinyl
The Trilogy Vinyl – druga składanka zespołu Melvins wydana w 1998 roku przez firmę Ipecac Recordings. Zawiera ona piosenki z albumów The Maggot, The Bootlicker i The Crybaby.

## Lista utworów
Płyta 1 – The Maggot
1. „amazon" (Osborne) – 0:50
2. „amazon" (Osborne) – 0:51
3. „AMAZON" (Osborne) – 2:50
4. „AMAZON" (Osborne) – 2:53
5. „we all love JUDY" (Osborne) – 1:14
6. „we all love JUDY" (Osborne) – 1:17
7. „manky" (Osborne) – 3:41
8. „manky" (Osborne) – 3:45
9. „the green manalishi (with the two pronged crown)" (Green) – 3:27
10. „the green manalishi (with the two pronged crown)" (Green) – 3:27
11. „the horn bearer" (Osborne) – 1:12
12. „the horn bearer" (Osborne) – 1:15
13. „judy" (Osborne) – 1:17
14. „judy" (Osborne) – 1:18
15. „see how pretty, see how smart" (Osborne) – 4:29
16. „see how pretty, see how smart" (Osborne) – 6:04

Płyta 2 – The Bootlicker
1. „Toy" (Osborne) – 1:09
2. „Let It All Be" (Osborne) – 10:48
3. „Black Santa" (Osborne) – 3:41
4. „We We" (Osborne) – 0:57
5. „Up the Dumper" (Osborne) – 2:23
6. „Mary Lady Bobby Kins" (Osborne) – 3:37
7. „Jew Boy Flower Head" (Osborne) – 6:06
8. „Lone Rose Holding Now" (Osborne) – 2:23
9. „Prig" (Osborne) – 8:47

Płyta 3 – The Crybaby
1. „Smells Like Teen Spirit" (Cobain, Grohl, Novoselic) – 5:01
2. „Blockbuster" (Jesus Lizard) – 3:09
3. „Ramblin’ Man" (Williams) – 3:14
4. „G.I. Joe" (Patton/Rutmanis) – 3:59
5. „Mine Is No Disgrace" (Osborne/Thirwell) – 8:21
6. „Spineless" (Sanko) – 4:01
7. „Divorced" (Crover/Melvins) – 14:42
8. „Dry Drunk" (Osborne/Yow) – 4:03
9. „Okie From Muskogee" (Haggard) – 2:10
10. „The Man with the Laughing Hand Is Dead" (Osborne/Blood) – 11:26
11. „Moon Pie" (Osborne/Sharp) – 12:44

## Twórcy
- Buzz Osborne – gitara, wokal
- Dale Crover – perkusja
- Kevin Rutmanis  – gitara basowa